# 나카지마 리호
나카지마 리호(中島理帆, 1978년 1월 31일 ~ )는 일본의 전직 아티스틱스위밍 선수로 1996년 하계 올림픽에 출전했다.